# Алфонсо XI (Кастилия)
Алфонсо XI Кастилски (на испански: Alfonso XI de Castilla) или Алфонсо XI Справедливи (на испански: Alfonso XI el Justiciero; * 13 август 1311, Саламанка, Испания; † 26 март 1350, Гибралтар) e крал на Кралство Кастилия и Леон от 1312 година.

## Произход
Алфонсо XI е син на крал Фернандо IV и Констанца Португалска.

## Управление

### Регентство (1312 – 1325)
През 1312 г. умира крал Фернандо IV. Неговият наследник Алфонсо в това време е само на година, затова възниква въпрос кой ще бъде регент до неговото пълнолетие. Правото си оспорват няколко роднини. Разразява се смут, който завършва, с назначаване на четирима регенти – инфантите Педро (брат на крал Фернандо IV) и Хуан (брат на крал Санчо IV), а така също майката на Алфонсо – Констанца Португалска, и бабата – Мария де Молина, вдовица на крал Санчо IV.
Констанца, майката на Алфонсо, умира в 1313 година. Главно положение сред регентите заема Мария де Молина. Благодарение на нейната мъдрост, страната избягва големи сътресения.
Инфантите Педро и Хуан умират през 1319 г., а през 1321 г. умира Мария де Молина, след което отново възниква борба сред благородниците за поста регент. Хуан Мануел (внук на крал Фернандо III) и Хуан де Аро (син на покойния регент, инфант Хуан) участват в този спор.
По това време кралството било в плачевно състояние. Хрониката на управлението на Алфонсо XI описва непълнолетието на младия крал като време на насилие и социално напрежение, когато рицари и могъщи господари ограбват и потискат по-слабите от тях. Настойниците на краля въвеждат много данъци и такси, освен това населението страда от многобройни грабежи. В същото време кралят е под закрилата на рицарите на Валядолид, която им е поверена от Мария де Молина. В резултат на това през 1325 г., веднага след като Алфонсо навършва 14 години, рицарите го обявяват за пълнолетен. За да удовлетворят и претендиращите за регент, женят по сметка младия Алфонсо за Констанца Мануел, двегодишната дъщеря на Хуан Мануел.

### Самостоятелно управление (1325 – 1350)
През 1325 г. 14-годишният крал обявява намерението си да управлява сам, без помощта на регентите, които преди това са управлявали кралството автократично. Много от неговите поданици избягват в съседните кралства, за да избегнат размирици. Сред принцовете, които са били готови да се противопоставят на краля, ако се наложи, е бил Хуан де Аро (наричан „Едноокият“, защото загубил едното си око в битка с баща си). Според съвременните хронисти „царството било напълно обезлюдено“. Всички се надяват, че царят ще възстанови реда в държавата. Младият крал не е можел да се пребори сам с това и решава да използва измама. Той примамва Хуан де Аро в двореца и заповяда да бъде убит. По същия начин той се справя с много други подбудители на размирици, докато останалите, включително Хуан Мануел, предпочитат да се подчинят на краля. За това младият Алфонсо получава прякора „Безмилостен“.
Алфонсо XI управлява Кастилия много сурово, достигайки понякога до откровена жестокост. Хората, заподозрени в предателство, често са били екзекутирани при него без съдебен процес. Той обаче винаги е знаел мярката на репресиите. Освен това през 1327 г. формалният брак на краля с Констанца Мануел е анулиран, което му позволява на 17 години да се ожени за 15-годишната Мария Португалска, дъщеря на португалския крал Афонсу IV.
Кралят покровителства изкуствата и самият той е поет. В Книгата с песни на Националната библиотека (B 607) и Книгата с песни на Ватикана (Cancioneiro da Vaticana, V 209), има запазена една песен на галисийско-португалски език, принадлежаща към късния период на школата на трубадурите на Пиренейския полуостров. Кралят е известен и с това, че е първият, който официално споменава картите „Таро“, през 1332 г. и започва разпространението им в Европа.
Алфонсо ХІ е знаменит пълководец, който прекарва по-голямата част от царуването си във войни с маврите и напълно подкопа тяхната власт на Иберийския полуостров. Проблемите в кралството също доведоха до факта, че Кастилия започна да бъде нападната от маврите от емирството на Гранада. Освен това гранадците оказват помощ на маринидите, които превземат Гибралтар. Кастилският флот не може да се противопостави на нашествието на маринидите, след като претърпява две поражения. За да се бори срещу тази заплаха, Алфонсо обединява сили с кралете на Арагон и Португалия. Тяхната обединена армия побеждава маврите през 1340 г. в битката при река Саладо. Емирът на Гранада е принуден да избяга, а маринидите се връщат в Африка и престават да заплашват Кастилия, въпреки че запазват редица крепости в Андалусия. Това е последното голямо нашествие в Испания от маврите от Северна Африка.
През следващите години Алфонсо се опитва да надгради успеха си. През 1344 г. с помощта на генуезците той превзема Алхесирас откъм морето. Тогава той се опитва да върне Гибралтар, но на 26 март 1350 г. става жертва на чумна епидемия, бушуваща по това време в Европа. Това предотвратява вече предстоящата открита борба между краля и неговия син Педро.

## Брак и деца
1-ви брак: от 28 ноември 1325 (анулиран 1327) с Констанца Мануел (ок. 1323 – 13 ноември 1345), дъщеря на Хуан Мануел Кастилски, сеньор на Вилена, и Констанца Арагонска.
2-ри брак: от септември 1328 с Мария Португалска (1313 – 18 януари 1357), дъщеря на краля на Португалия Афонсу IV и Беатрис Кастилска. Имат децата:
- Фернандо (1332 – 8 февруари/22 септември 1333)
- Педро I Жестоки (30 август 1334 – 22 март 1369), крал на Кастилия и Леон от 1350 година

Алфонсо ХІ оставя много извънбрачни деца, което впоследствие довежда до борбата между синовете му Педро и Енрике за кастилския престол.
Незаконнородени деца от Леонора де Гусман:
- Педро (1330 – 1338)
- Санчо (1331 – след 1343),
- Енрике II (13 януари 1332 – 1379), крал на Кастилия и Леон от 1369, родоначалник на династия Трастамара
- Фадрике Алфонсо (13 януари 1332 – 29 май 1358), велик магистър на ордена Сантяго от 1342, сеньор де Аро, родоначалник на рода Енрикес
- Фернандо (декември 1336 – след 1342),
- Тельо (1337 – 15 октомври 1370), Сеньор Лара и Аквилар, граф Кастанеда от 1366, родоначалник на дом де Кампоредондо
- Хуан (юни 1341 – ноември/декември 1359)
- Санчо Албуркерке (1342 – 19 февруари 1374), 1-ви граф де Албуркерке, сеньор де Ледесма, Алба де Лесте, Меделин, Тедра и Монталбан от 1366 година женен за Беатриш Португалска, дъщеря на Педру I и Инес де Кастро
- Педро (1345 – ноември/декември 1359)
- Хуана; 1-ви брак: от 1354 (развод) Фернандо Руис де Кастро (ок. 1338 – май/юни 1375), сеньор де Лемос и Сария; 2-ри брак: Тамарит де Листера; 3-ти брак: от 1366 Фелипе де Кастро († 1371), сеньор де Кастро и Пералта